# Stallion Laguna Football Club (féminines)
Maillots
La section féminine du Stallion Laguna Football Club est un club féminin de football philippin basé à Biñan dans la région de Laguna.

## Histoire
Lors de la saison 2023, Stallion termine dernier du championnat avec neuf défaites en autant de matches, dont un cinglant 15-0 infligé lors de la dernière journée par le futur champion Kaya.
En 2024, Stallion bat Kaya en finale de coupe des Philippines (1-0) et remporte son premier trophée. La saison suivante, le club termine deuxième du championnat, devancé seulement à la différence de buts par le tenant du titre Kaya.

## Palmarès
- Coupe des Philippines (1)
  - Vainqueur : 2024